# شیوه برنهاده

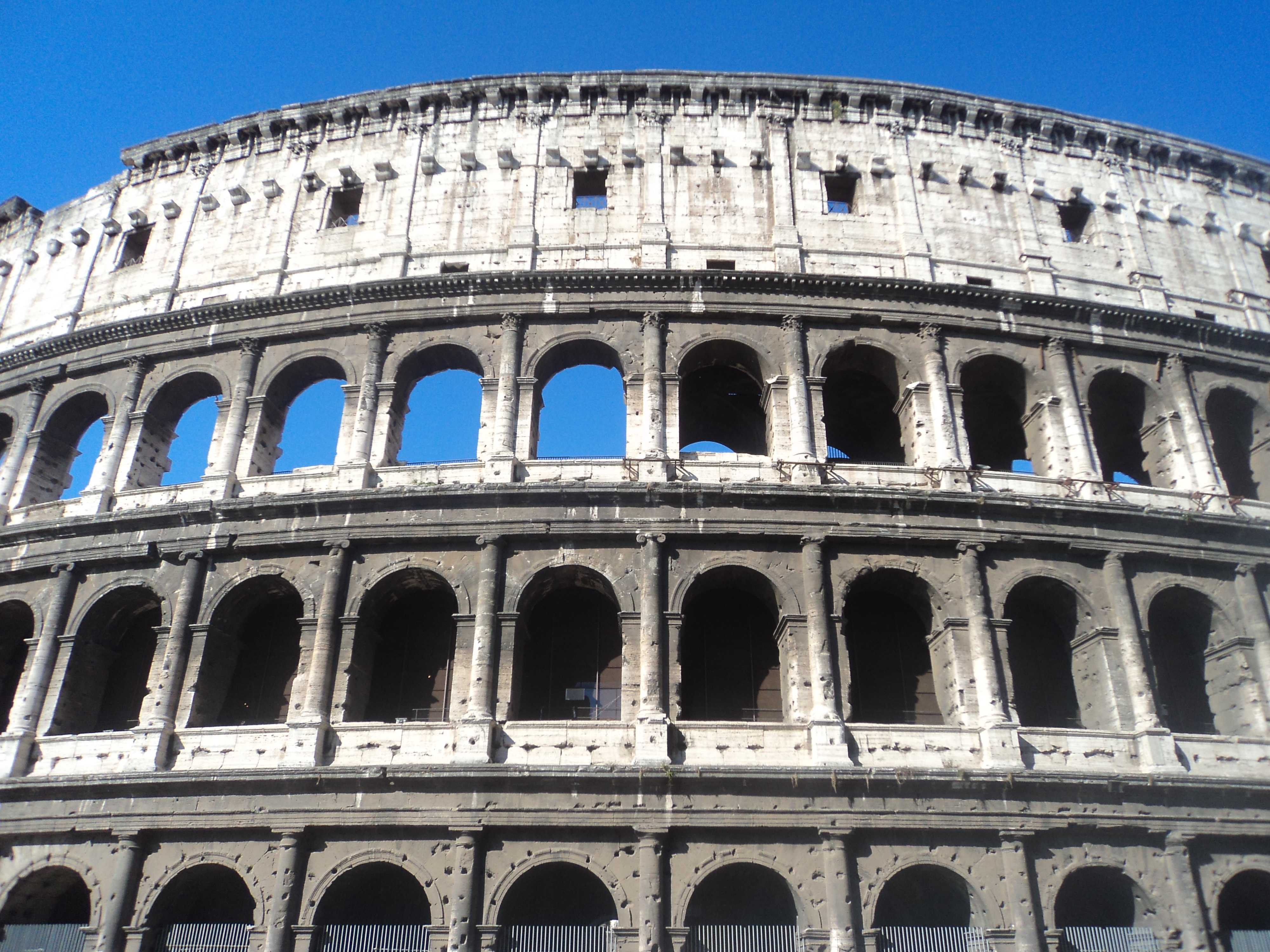
شیوهٔ برنهاده ستون‌کاری در کولوسئوم.

شیوهٔ بَرنهاده (انگلیسی: Superposed order) در معماری کلاسیک غربی، شیوه‌ای از ستون‌کاری است که در آن یک طبقه ستون‌دار بر بالای طبقه ستون‌دار دیگر قرار می‌گیرد، مانند مورد استفاده در طاق‌نماها، ستون‌های رواقی یا نماهای چند طبقه.
در معماری یونان باستان، که شیوه‌های معماری سنتی غربی از آنجا سرچشمه می‌گیرند، به ندرت این روی‌هم‌گذاری اتفاق می‌افتاد، مگر اینکه از نظر سازه‌ای مورد نیاز می‌بود. زمانی که معماران یونانی، سطوح ستون‌دار را بر روی هم قرار می‌دادند، مانند برخی نمونه‌ها از رواق‌های مسقف، همواره شیوه ستون‌های بالایی و پایینی یکسان بود. در پارتنون آتن (قرن پنجم قبل از میلاد)، تالار بزرگ شرقی معروف به هکاتومپدون، رواقی دو طبقه با استفاده از شیوه دوریسی برنهاده در سه طرف دارد.
قواعد برنهش ستون‌دارها در یونان باستان تدوین شد و در معماری روم باستان نیز به‌طور فعال مورد استفاده قرار می‌گرفت. بعدها از این ترتیب در معماری رنسانس و باروک استفاده شد.
معماران رومی از شیوه‌های برنهاده به عنوان عناصر تزیینی بهره می‌بردند. کولوسئوم، که در رم در قرن اول پس از میلاد ساخته شد، چهار طبقه دارد: در طبقه همکف از شیوه دوریسی استفاده شده‌است. در طبقه بعدی دوریسی جای خود را به ایونی می‌دهد. شیوه طبقه سوم کورینتی است و طبقه آخر ستون‌نماهای (ستون‌های مستطیل‌شکل دیواری) کورینتی دارد. معماران دوره رنسانس نیز اغلب از شیوه‌های برنهاده، معمولاً با همان ترتیب صعودیِ کولوسئوم استفاده می‌کردند؛ اگرچه گاهی شیوه آمیخته نیز به این ترتیب اضافه می‌شد. آنها همچنین شیوه بلندستون را نیز توسعه دادند؛ تک‌ستونی که از میان دو یا چند طبقه ارتفاع می‌گیرد و می‌توانست جایگزین شیوه برنهاده شود.

## نگارخانه

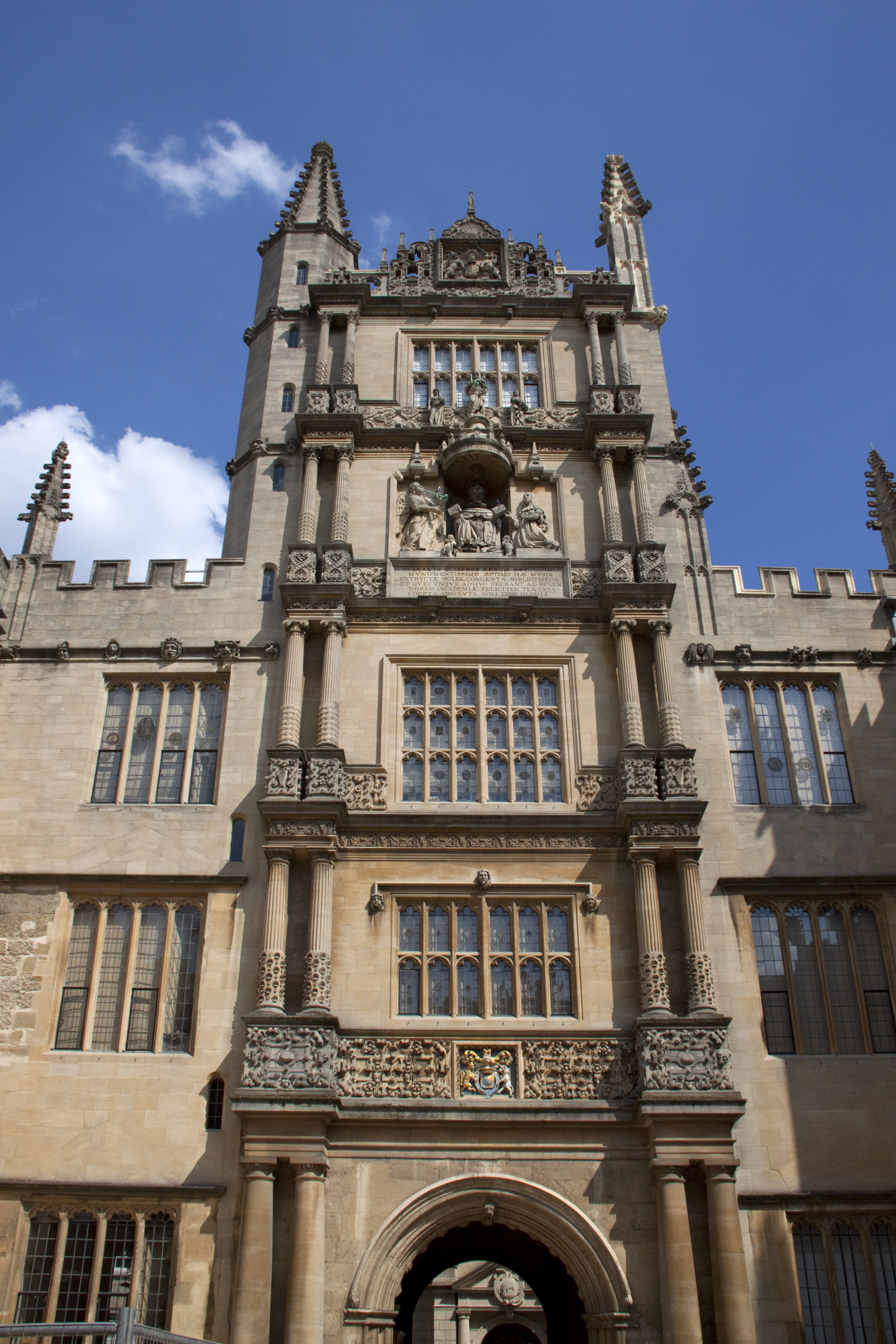
برج پنج‌شیوه در کتابخانه بادلین در دانشگاه آکسفورد که در سال ۱۶۱۹ تکمیل شد، شامل تمام پنج شیوه معماری کلاسیک غربی است.
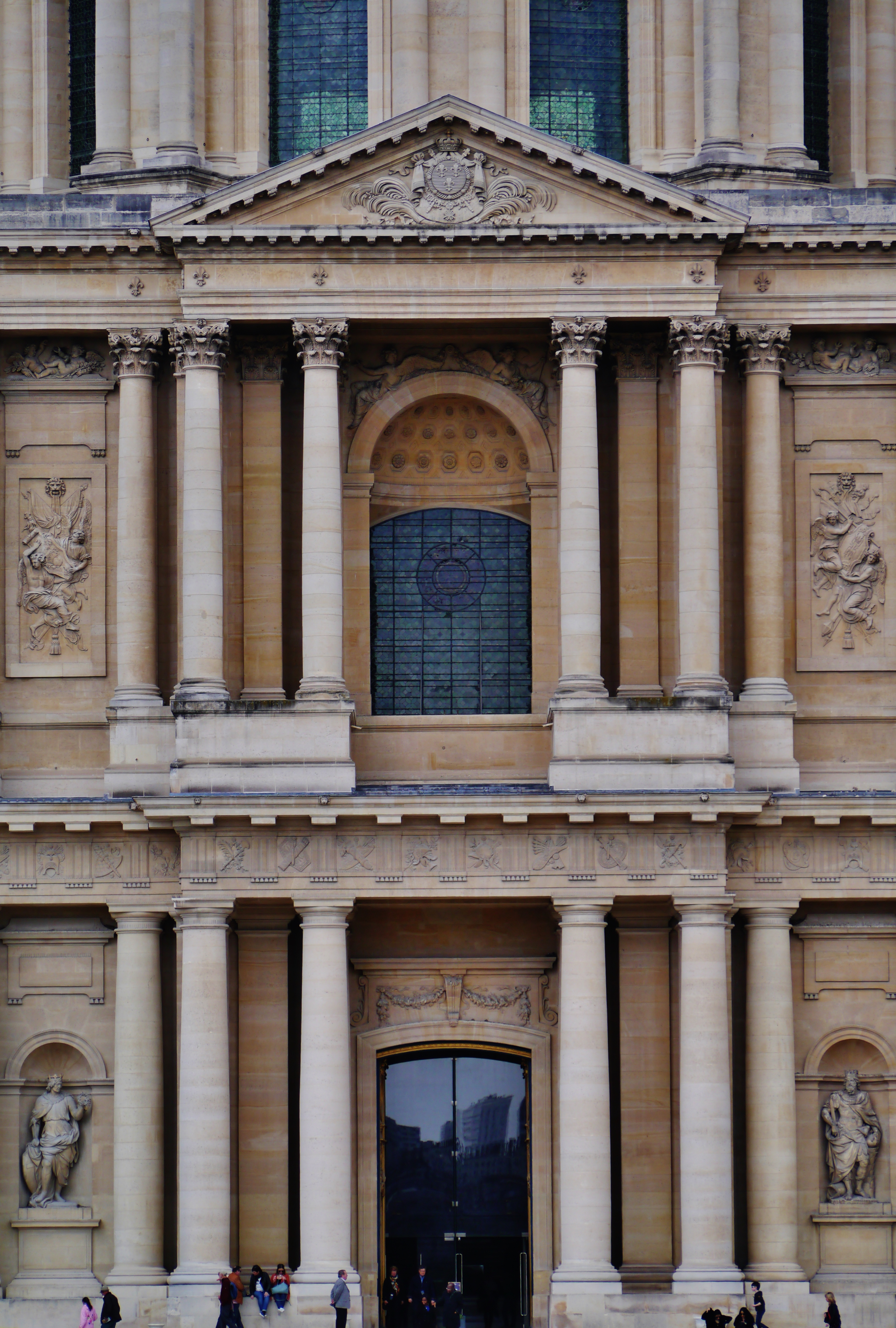
رواق لزنولید از پاریس، نمونه‌ای از معماری باروک فرانسوی
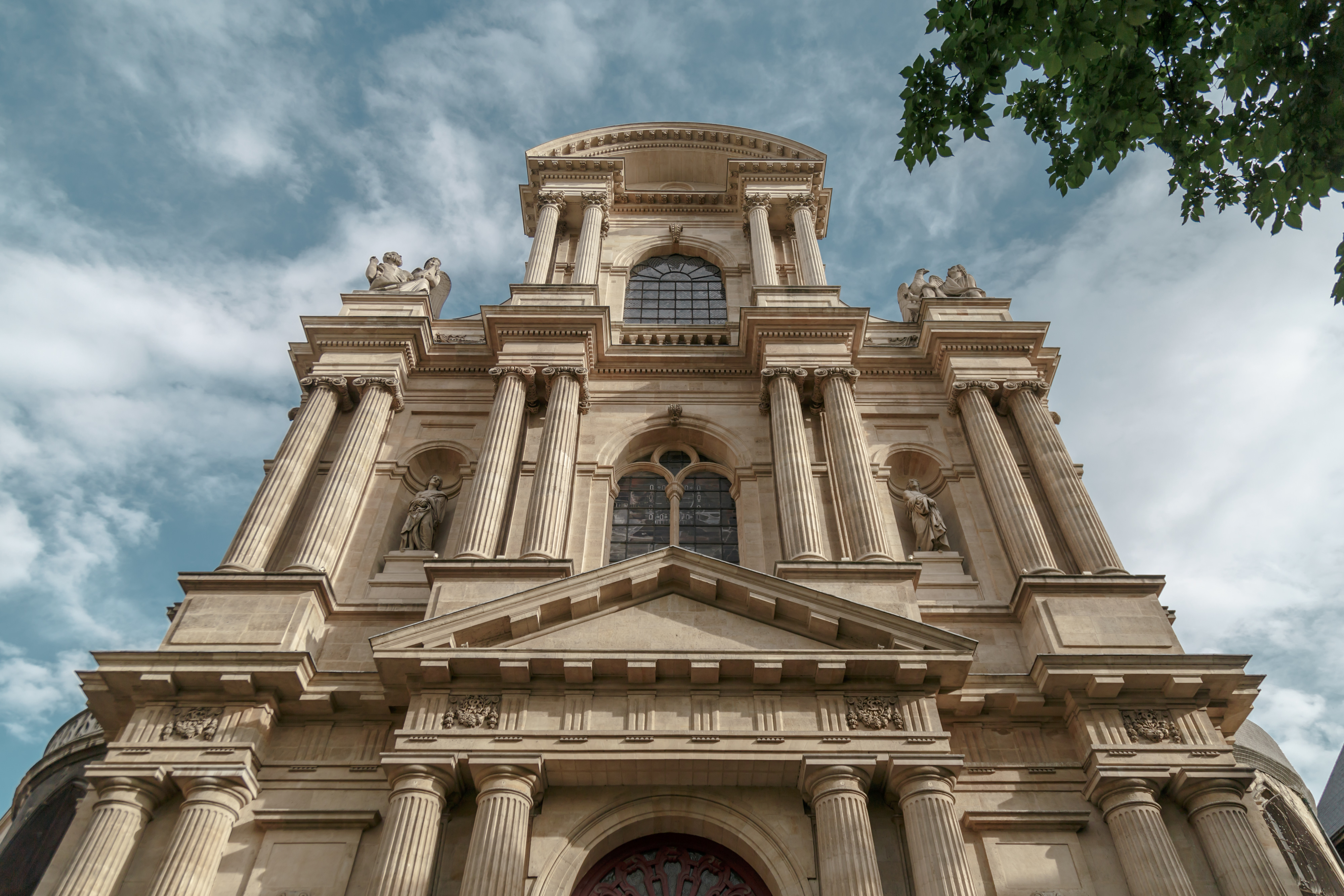
نمای کلیسای سن-ژرمن-سن-پروتی از پاریس